# Südkoreanische Leichtathletik-Meisterschaften 2020
Die Südkoreanischen Leichtathletik-Meisterschaften 2020 wurden vom 25. bis 28. Juni in Jeongseon ausgetragen.

## Medaillengewinner

### Männer
| Disziplin         | Gold             | Leistung     | Silber         | Leistung     | Bronze          | Leistung     |
| ----------------- | ---------------- | ------------ | -------------- | ------------ | --------------- | ------------ |
| 100 m             | Lee Kyu-hyong    | 10,44 s      | Shin Min-kyu   | 10,50 s      | Lee Jun-hyuk    | 10,52 s      |
| 200 m             | Ko Seung-hwan    | 21,18 s      | Lee Jun-hyuk   | 21,38 s      | Park Sung-su    | 21,74 s      |
| 400 m             | Mo Il-hwan       | 46,68 s      | Suh Jae-yeong  | 48,26 s      | Kim Hyeon-seok  | 48,39 s      |
| 800 m             | Son Dae-hyuk     | 1:53,53 min  | Oh Jae-won     | 1:54,34 min  | Kim Jun-young   | 1:54,40 min  |
| 1500 m            | Baek Seung-ho    | 3:51,94 min  | Son Dae-hyuk   | 3:53,63 min  | Kim Yong-soo    | 3:53,95 min  |
| 5000 m            | Shin Hyun-su     | 14:27,67 min | Lee Kyeong-ho  | 14:33,57 min | Kim Yong-soo    | 14:34,24 min |
| 10.000 m          | Shin Hyun-su     | 30:12,91 min | Lee Kyeong-ho  | 30:23,24 min |                 |              |
| 110 m Hürden      | Kim Kyong-tae    | 14,29 s      | Won Jong-jin   | 14,51 s      | Nam Jae-an      | 14,60 s      |
| 400 m Hürden      | Lim Chan-ho      | 51,01 s      | Kim Hyun-bin   | 51,66 s      | Jang Ji-yong    | 51,95 s      |
| 3000 m Hindernis  | Kim Young-jin    | 9:09,29 min  | Kwon Je-woo    | 9:10,96 min  | Kim Da-bin      | 9:16,31 min  |
| 4 × 100 m Staffel | Anyang           | 40,45 s      | Ansan          | 40,88 s      |                 |              |
| 4 × 400 m Staffel | Jincheon         | 3:13,29 min  | Pocheon        | 3:14,80 min  |                 |              |
| 20 km Gehen       | Choe Byung-kwang | 1:22:23 h    | Kim Ming-yu    | 1:27:57 h    | Jeong Hyun-gu   | 1:28:30 h    |
| Hochsprung        | Woo Sang-hyeok   | 2,20 m       | Kim Jun-un     | 2,10 m       | Han Jae-sang    | 2,05 m       |
| Stabhochsprung    | Jin Min-sub      | 5,40 m       | Park Tae-won   | 5,00 m       |                 |              |
| Weitsprung        | Kim Myung-ha     | 7,61 m       | Kim Young-bin  | 7,45 m       | Ahn Dong-jin    | 7,42 m       |
| Dreisprung        | Sung Jin-syok    | 16,20 m      | Kim Dong-hyun  | 16,10 m      | Kim Jang-woo    | 15,79 m      |
| Kugelstoßen       | Jung Il-woo      | 17,56 m      | Ji Hyun-woo    | 17,40 m      | Shim Jun        | 17,24 m      |
| Diskuswurf        | Kim Dong-hyuk    | 51,96 m      | Choi Jong-bun  | 51,75 m      | Hwang Sung-sang | 48,81 m      |
| Hammerwurf        | Lee Yoon-chul    | 69,87 m      | Yoon Sang-chan | 61,62 m      | Jang Sang-jin   | 58,95 m      |
| Speerwurf         | Nam Tae-poong    | 75,21 m      | Park Won-kil   | 73,78 m      | Kim Woo-jung    | 72,11 m      |
| Zehnkampf         | Choi Dong-hui    | 6620 Punkte  |                |              |                 |              |

### Frauen
| Disziplin         | Gold           | Leistung     | Silber         | Leistung     | Bronze        | Leistung     |
| ----------------- | -------------- | ------------ | -------------- | ------------ | ------------- | ------------ |
| 100 m             | Oh Su-kyong    | 11,97 s      | Kim Min-ji     | 11,98 s      | Lee Min-jung  | 12,04 s      |
| 200 m             | Kim Min-ji     | 24,28 s      | Lee Min-jung   | 24,33 s      | Kim Da-jeong  | 24,67 s      |
| 400 m             | Lee Ah-yeong   | 56,85 s      | Oh Se-ra       | 56,97 s      | Kim Ji-eun    | 58,21 s      |
| 800 m             | ?              | ?            |                |              |               |              |
| 1500 m            | Pak Na-yeon    | 4:31,52 min  | Cho Ha-rim     | 4:31,90 min  | Kim Yu-jin    | 4:32,15 min  |
| 5000 m            | Lim Ye-jin     | 16:38,33 min | Kim Yu-jin     | 16:44,26 min | Kim Eun-mi    | 16:58,16 min |
| 10.000 m          | Lim Ye-jin     | 34:39,01 min | Kang Su-jung   | 35:31,07 min | Baek Sun-jung | 35:41,72 min |
| 100 m Hürden      | Jung Hye-lim   | 13,47 s      | Jo Eun-ju      | 14,13 s      | Ryu Na-nae    | 14,20 s      |
| 400 m Hürden      | Oh Se-ra       | 61,64 s      | Kim Ji-eun     | 62,37 s      | Sim Cha-soon  | 63,51 s      |
| 3000 m Hindernis  | Cho Ha-rim     | 10:39,90 min | Choi Soo-ah    | 11:00,90 min | Shin Sa-hin   | 11:05,72 min |
| 4 × 100 m Staffel | Andong         | 46,46 s      |                |              |               |              |
| 20 km Gehen       | Lee Da-seul    | 1:40:46 h    | Jeon Da-young  | 1:46:02 h    | Ahn Hyun-jung | 1:50:02 h    |
| Hochsprung        | ?              | ?            | Han Da-rye     | 1,70 m       |               |              |
| Stabhochsprung    | Shin Soo-young | 3,80 m       | Lim Eun-ji     | 3,80 m       |               |              |
| Weitsprung        | Yu Jeong-mi    | 6,06 m       | Lee Hui-jin    | 6,04 m       | Kim Min-ji    | 6,02 m       |
| Dreisprung        | Yu Jeong-mi    | 12,65 m      | Park Min-hee   | 12,60 m      |               |              |
| Kugelstoßen       | Lee Su-jung    | 16,39 m      | Lee Mi-young   | 15,80 m      | Jeong Yu-sun  | 15,57 m      |
| Diskuswurf        | Jeong Ye-lim   | 52,23 m      | Jeong Chae-yun | 51,90 m      | Kim Woo-jeon  | 51,48 m      |
| Hammerwurf        | Park Seo-jin   | 58,15 m      | Lee Hyun-ju    | 54,04 m      | Kim Hui-su    | 53,49 m      |
| Speerwurf         | Kim Gyeong-ae  | 54,14 m      | Lee Ka-hui     | 48,86 m      | Han Hyo-hee   | 46,71 m      |
| Siebenkampf       | Jeong Yeon-jin | 4594 Punkte  |                |              |               |              |